# Мартин Леополіта
Мартин Леополіта, також Мартин зі Львова, (лат. Martinus Leopolita, Leopolitanus, пол. Marcin ze Lwowa, лит. Martynas Lvovietis) (близько 1530, Львів — близько 1589, Львів) — композитор Речі Посполитої епохи Ренесансу.

## Біографія
Навчався в Себастіана (Роксолануса) з Фельштину. З 1560 до 1564 — придворний музикант короля Сигізмунда II Августа до обов'язків якого входила також і праця в славнозвісній вавельській Капелі рорантистів. Перший біограф композитора Шимон Старовольскі стверджував, що окрім своїх обов'язків при капелі, Леополіта вивчав поетику в Ягелльонському університеті. Після 1564 повернувся до Львова.
Мартин Леополіта вважається одним з найяскравіших представників польської ренесансної музики. У його творчості синтезувалися традиції закладені його вчителем Себастіаном з Фельштину та здобутки нідерландської поліфонічної школи, італійської та французької музики. Без сумніву його музика, як і творчість його вчителя — Себастіана з Фельштину, впливала на становлення української багатоголосної церковної музики.
З досить великої творчої спадщини композитора збереглась лише п'ятиголосна (в Agnus Dei — 6-ти голосна) «Великодня меса» («Missa Paschalis») та чотири п'ятиголосні мотети («Cibavit eos», «Mihi autem», «Resurgente Christo», «Spiritus Domini»).